# 马驹广场圣辣法耳凯旋柱

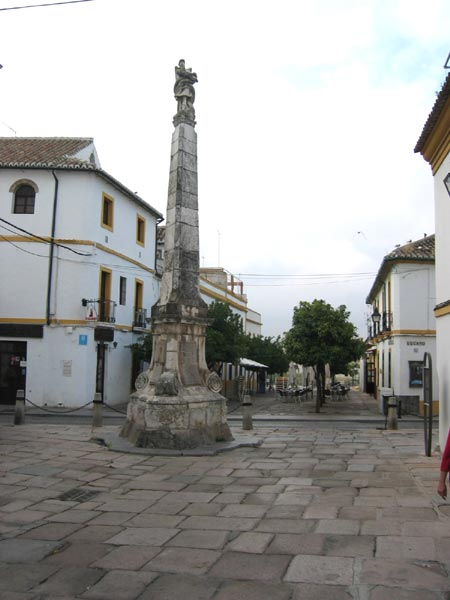
马驹广场圣拉斐尔凯旋柱

马驹广场圣拉斐尔凯旋柱（Triunfo de San Rafael de la plaza del Potro）是西班牙南部城市科尔多瓦众多的供奉该市主保，天使圣拉斐尔的凯旋柱之一，位于科尔多瓦老城的马驹广场（Plaza del Potro）。
该凯旋柱起源于1768年5月2日，法国雕塑家米歇尔向市议会要求一块土地安放他的作品，同月15日获得天使广场（plaza del Ángel）的一角，即他本人曾住过的地点。凯旋柱顶部的圣拉斐尔像姿势优美，但是遭到破坏，在19世纪中叶，即提议搬迁到其他地点，直到1924年才被运到马驹广场。